# Jerry Goodman
Pour les articles homonymes, voir Goodman.
Jerry Goodman (né le 16 mars 1949) est un violoniste américain connu pour avoir joué du violon électrique avec The Flock et l'ensemble jazz fusion Mahavishnu Orchestra.
Cet article a été traduit du Wikipedia anglophone consacré au violoniste Jerry Goodman.

## Carrière
Jerry Goodman est né le 16 mars 1949 à Chicago, dans l'Illinois. Ses parents étaient tous deux membres de la section de cordes de l'Orchestre Symphonique de Chicago et son oncle était le célèbre compositeur et pianiste de jazz Marty Rubenstein. Jerry a été formé dans un conservatoire avant de commencer sa carrière musicale en tant que roadie du groupe The Flock puis en tant que violoniste.
Après son apparition en 1971 sur l'album My Goal's Beyond de John McLaughlin, il est devenu membre de la formation originale du Mahavishnu Orchestra de McLaughlin jusqu'à la séparation du groupe en 1973, et a été considéré comme un soliste d'une virtuosité égale à McLaughlin, au claviériste Jan Hammer et au batteur Billy Cobham.
En 1974, après Mahavishnu, Goodman sort l'album Like Children avec Jan Hammer, ancien élève du claviériste de Mahavishnu. À partir de 1985, il enregistre trois albums solo pour Private Music - On the Future of Aviation, Ariel et l'album live It's Alive avec des collaborateurs dont Fred Simon et Jim Hines - et part en tournée avec son propre groupe, ainsi qu'avec Shadowfax. Il a composé la musique de The Search for Signs of Intelligent Life in the Universe de Jane Wagner avec Lily Tomlin et est le violoniste vedette de nombreuses bandes originales de films, notamment Mr. Saturday Night de et avec Billy Crystal et Dirty Rotten Scoundrels de Frank Oz avec Steve Martin. Son violon peut être entendu sur plus de cinquante albums d'artistes allant de Toots Thielemans à Hall & Oates en passant par le groupe Styx, Jordan Rudess, Choking Ghost et Derek Sherinian. Goodman est apparu sur quatre des disques solo de Sherinian : Inertia (2001), Black Utopia (2003), Mythology (2004) et Blood of the Snake (2006).
En 1993, Goodman rejoint le groupe instrumental américain The Dixie Dregs, dirigé par le guitariste Steve Morse. Goodman est apparu sur un album en studio Full Circle (1994) et sur le live California Screamin (2000). En 1996, l'altiste et producteur de session Ray Tischer a introduit Goodman sur le CD primé Canciones del Sol/Britt Bossa Orchestra (groupe) sur l'instrumental original de Tischer, Toca del Angel.
En 1999, il fait partie des musiciens rendant hommage à la musique du groupe Emerson, Lake & Palmer sur l'album Encores, Legends & Paradox, A Tribute To The Music OF ELP, aux côtés de Peter Banks, John Wetton, Martin Barre, Marc Bonilla, Geoff Downes, Derek Sherinian, Igor Khoroshev, Pat Mastelotto etc.
Après une absence de la scène, il part en tournée en 2004 et 2005 avec Gary Husband dans son groupe Force Majeure, et apparaît sur le DVD Gary Husband's Force Majeure - Live at the Queen Elizabeth Hall. Plus récemment encore, il a joué avec le groupe de fusion Hectic Watermelon basé à San Diego et avec Dream Theater sur leur album Black Clouds & Silver Linings. Goodman a également participé à la tournée Spectrum 40 de Billy Cobham.
Puis en 2019, il est invité pour participer sur l'album 1000 Hands: Chapter One de Jon Anderson, avec d'autres prestigieux musiciens tels que Jean-Luc Ponty, Robby Steinhardt, Chick Corea, Steve Howe, Chris Squire, Larry Coryell, Rick Derringer, Brian Chatton, Alan White, Ian Anderson, etc.

## Discographie

### Solo
- 1985 - On the Future of Aviation
- 1986 - Ariel
- 1987 - It's Alive
- 2016 - Violin Fantasy

### The Flock
- 1969 - The Flock
- 1970 - Dinosaur Swamps

### Mahavishnu Orchestra
- 1971 - The Inner Mounting Flame
- 1973 - Birds of Fire
- 1973 - Between Nothingness and Eternity
- 1980 - The Best of Mahavishnu Orchestra
- 1999 - The Lost Trident Sessions

### John McLaughlin
- 1971 - My Goal's Beyond
- 1979 - Electric Guitarist

### Jan Hammer/Jerry Goodman
- 1974 - Like Children

### Dixie Dregs
- 1994 - Full Circle
- 2000 - California Screamin'

### Howard Levy/Oteil Burbridge/Steve Smith
- 1999 - The Stranger's Hand

### Prophetz Of Time And Space
- 2004 - Live-San Francisco
- 2004 - Vibrationz
- 2006 - String Theory

### Participations
- 1988 - Ooh Yeah! de Hall & Oates
- 1992 - Dave Uhrich de Dave Uhrich
- 1994 - Fret-no-tized de Dave Uhrich
- 1994 - El nervio del volcán de Caifanes
- 1995 - Canciones del Sol de Ray Tischer's the Britt Bossa Orchestra
- 1998 - Standing 8 de Choking Ghost
- 1999 - Encores, Legends & Paradox, A Tribute To The Music OF ELP - Artistes variés
- 1999 - Brave New World de Styx
- 2001 - Amazing Ordinary Things de Anne McCue
- 2005 - Visions Of An Inner Mounting Apocalypse: A Fusion Guitar Tribute - Artistes variés
- 2006 - Life Is Good in My Neighborhood 2.0 de Robert Lamm
- 2006 - Prime Cuts de Jordan Rudess
- 2006 - The Great American Road Trip de Hectic Watermelon
- 2007 - School of the Arts de School of the Arts
- 2009 - Black Clouds & Silver Linings de Dream Theater
- 2009 - A Tribute To Zbigniew Seifert de Jarek Śmietana Band
- 2018 - Night Manager de Strat Andriotis
- 2019 - 1000 Hands: Chapter One de Jon Anderson
- 2020 - Remember Me At Twilight de Strat Andriotis
- 2021 - Path To Light de Denis Krupin